# 토마스 베른하르트
토마스 베른하르트(Thomas Bernhard, 1931년 2월 9일 ~ 1989년 2월 12일)는 오스트리아의 소설가, 희곡작가이다.

## 개요
현대 독일어권 문학을 대표하는 문제 작가이며 세계 무대에서 브레히트와 더불어 가장 많이 공연되는 극작가다.
1931년에 출생한 토마스 베른하르트는 모국인 오스트리아와 특수한 관계에 있다. 이 관계는 베른하르트가 태어날 때부터 이미 시작되어 유년기에 형성된 자아와 이후 작가의 작품에서 뿌리 깊은 콤플렉스로 자리 잡는다. 1931년 미혼모였던 헤르타 베른하르트는 사생아 출산으로 부모에게 불명예를 안기지 않기 위해 고향 오스트리아를 떠나 네덜란드 헤를렌에서 혼자 아기를 낳는다. 가족의 생계를 책임진 가장이기도 했던 헤르타는 돈을 벌기 위해 출산 후에 바로 갓난아기를 탁아소에 맡기고 한 달에 한두 번 잠깐 짬을 얻어 아기를 보러 갔다. 이를 두고 훗날 베른하르트는 “어머니가 나를 버렸다” 하며 유아기 최초의 상처에 대해 언급했다. 한 살이 채 안 된 어린 베른하르트는 그 후 오스트리아에 사는 외조부모 슬하에서 자라게 된다. 1970년대에 출간된 그의 자전소설에서 베른하르트는 오스트리아 향토문학 작가인 외할아버지와 이야기꾼이었던 할머니에게서 사랑받으며 자란 유년 시절을 그의 삶에서 가장 평화롭고 아름다웠던 때로 기억한다. 어머니 헤르타가 독일에서 새로운 가정을 꾸리면서 일곱 살 난 베른하르트를 데려다 함께 살게 된다. 그러나 어린 베른하르트는 어머니의 새로운 가족과 다니던 학교에 적응하지 못했고, 헤르타는 말썽만 피우는 아들의 버릇을 고치기 위해 그를 부적응 아동과 청소년을 따로 합숙시켜 훈육하는 교육 시설에 보낸다. 이때 학교에서 받은 가혹한 체벌과 감금, 그리고 나치 소년단인 동급생들의 폭력에 시달린 경험은 그에게 트라우마가 되어 훗날 베른하르트의 전 작품을 관통하는 오스트리아 국가와 사회에 대한 신랄한 비판에 기저를 이룬다.
베른하르트 문학이 오스트리아 사회에 일으킨 돌풍은 오스트리아의 나치 독일 합방 50주년과 빈 부르크테아터의 100주년 기념 공연작인 ＜영웅광장＞(1988)에서 정점을 찍는다. 정치권에서는 그의 작품과 공연에 대해 검열과 금지 조치가 있어야 한다고 여론을 부추겼으며 당시 집권 여당인 자유당 대표였던 하이더는 수도 빈에서 베른하르트를 몰아내고 그의 작품을 금지해야 한다고 목소리를 높였다. 1989년 사망 이틀 전 직접 공증을 마친 유언장에서 베른하르트는 저작권법에 따라 오스트리아 국경 내에서 자신의 작품이 출판·공연되는 것을 일절 금지시켰다. 베른하르트의 이 처사는 나치 시대 때 문인들의 망명에 비견될 수 있는 일종의 “사후(死後) 문학적 망명”(한스 횔러)으로 이해되기도 한다.

## 저서
- 《한 아이》
- 《소멸》
- 《호흡》
- 《원인》
- 《비트겐슈타인의 조카》
- 《모자》
- 《보리스를 위한 파티》
- 《옛 거장들》